# Фудбалски савез Грузије
Фудбалски савез Грузије (საქართველოს ფეხბურთის ფედერაცია) (GFF) основан је 1936. године. Био је део Фудбалског савеза Совјетског Савеза између 1936. и 1989. године. Самостални Фудбалски савез Грузије основан је 15. фебруара 1990. године и главна је фудбалска организација у Грузији. Организује фудбалске лиге, Грузијску Пемијер лигу и фудбалску репрезентацију Грузије. Седиште је у Тбилисију.
Члан ФИФА и УЕФА је од 1992. године